# Protosuberites modestus
Protosuberites modestus är en svampdjursart som först beskrevs av Gustavo Pulitzer-Finali 1978.  Protosuberites modestus ingår i släktet Protosuberites och familjen Suberitidae. Inga underarter finns listade i Catalogue of Life.